# 태백산성
태백산성(太白山城)은 조선민주주의인민공화국 지정 사적 제41호의 산성이다. 

## 상세
태백산의 험한 산세를 이용해 돌로 축성한 고구려 시대의 산성. 원래 성황산성이라고 불렀는데, 조선시대에 성벽을 고쳐 쌓으면서 태백산성으로 고쳐 불렀다. 골짜기를 안에 넣고 그 주위에 봉우리들과 산 능선을 따라 쌓은 태백산성은 고로봉식 산성이며, 그 둘레는 2,452m이다. 성벽은 4각추 형태로 다듬은 성돌로 단면축조방법으로 쌓았으며, 높이는 7m 정도이다.성벽 안쪽에 내탁을 만들어 한편으로는 성벽의 견고성을 보장하면서도 다른 한편으로는 전투활동을 편리하게 하였고, 성벽 밑부분은 계단모양으로 굽도리를 조성하였다.성에는 규모가 비슷한 5개의 치가 있는데, 치들은 모두 성벽이 밖으로 내밀어진 곳에 배치하여 성벽에 접근하는 적을 치기 좋게 하였다. 
성문은 성의 동·서·남·북 네 면이 모두 있으나 동서남북 가운데 동·서문만이 옛 모습대로 남아 있다. 수구문은 동문 북쪽에 있다. 성의 동·남·북면에는 전망이 좋은 장대터가 있는데, 그 중 북장대가 원형을 비교적 잘 유지한 채 남아 있어 당시 장대 건축의 모습을 엿볼 수 있다. 성 안에는 창고들과 절·사당 같은 건물이 있었고 못이 있었다.현재 문루까지 남아 있는 서문과 동문은 임진왜란 이후에 다시 지은 것이다. 서문과 동문은 모두 홍예문을 낸 축대와 그 위에 세운 문루로 이루어졌는데, 축대는 성벽을 조금 보강한 것이고 그 복판에 반원형의 홍예문을 내었다. 이 축대는 홍예문 형식으로 개조하면서 만든 것이며, 고구려 시대에는 산성의 문으로 홍예문 형식의 구조를 쓰지 않았다. 우리나라 성문에 홍예문 형식이 도입된 것은 고려 시대이며 조선 초기에 성행했다.서문은 문루로 자연의 지형이 옹성을 쌓지 않고도 방어하기 유리한 고장에 자리잡았으며, 문루 좌우에 있는 자연절벽이 그대로 성벽으로 이용되었다. 서문은 돌을 곱게 다듬어서 넓이 3.07m의 무지개형 성문을 쌓고 그 위에 동문루와 같은 규격과 크기의 합각식 건물을 세웠다. 비록 문루는 임진왜란 이후에 만든 것이기는 하나 자연조건을 적절히 이용하는 고구려의 축성방법을 알 수 있다.문루는 정면 3칸(8.1m), 측면 2칸(3.7m)의 겹처마 합각집이며 홀림기둥 위에 2익공식 두공을 얹은 단층집이다. 
문루에는 정면 위에 선득루라고 새긴 현판이 걸려 있는데, 이곳은 성안에서 전망이 가장 좋고 시원한 곳으로서 눈 아래로 읍장강(예성강 지류)이 굽이쳐 흐르는 광경은 절경이다.성 안에는 고려 태조 왕건이 고려국을 세울 당시의 주요 신하들을 제사하던 사당집인 태사사(太士祠) 건물이 남아 있었는데 6·25 전쟁 때 파괴되고 비석만 남아 있다.태백산성은 조선 초기의 성곽연구에 참고가 되며, 또한 일제의 침략을 반대해 의병투쟁을 벌인 곳으로도 유명하다.